# Аче (султанат)
А́че или А́чех (Aceh; устаревшее написание Atjeh, Acheen) — мусульманский султанат, сформировался на севере острова Суматра в XII веке. С XVI века Аче занимал значительное место среди княжеств Суматры и вёл борьбу с португальскими, английскими и голландскими колонизаторами. в 1873 году Нидерланды, заключив с Великобританией Суматранский трактат, напали на Аче и развязали войну, которая длилась до 1904 года и закончилась его завоеванием.
Население Аче не смирилось с голландской колонизацией и вело освободительную борьбу до провозглашения независимой республики Индонезия. В настоящий момент входит в её состав как провинция Ачех.

## История
С VIII века стал центром распространения ислама в этом регионе. До начала XVI века область входила в состав княжества Пасей. В борьбе с португальцами и султанатом Джохор Аче добился контроля над Малаккским проливом. Султаны Искандар Муда (1607—1636) и Искандар Тани (1636—1641) подчинили всю Суматру и Малайю (в том числе султанат Паханг. В их правление султанат достигает вершины могущества. Аче поддерживал торговые связи с Меккой, Османской империей, империей Великих Моголов и Китаем. Султанат являлся крупным религиозным и культурным центром индонезийского ислама, где процветали религиозные школы (в том числе индонезированного суфизма).
В середине XVII века с появлением в регионе голландцев и англичан начался упадок Аче. В первой половине и середине XIX века в султанате шли междоусобные войны за престолонаследие, в то же время Аче стал первым экспортёром перца из Юго-восточной Азии в Европу. В 1850—1860-х годах регулярно происходили столкновения с голландцами. В 1873 году вспыхнула Ачехская война. Поначалу голландские войска под командованием генерала Верспейка терпели неудачи, но постепенно выправили положение. К 1879 году голландцы разбили основные силы султаната и установили контроль над основными городами. Однако партизанская война продолжалась ещё несколько десятилетий. Эта война привела к ликвидации султаната в 1903 году.
В 1873—1904 годах султанат неоднократно обращался с просьбой принять его в подданство Российской империи.

## Список правителей
- 1496—1528 Али Мугаят Шах

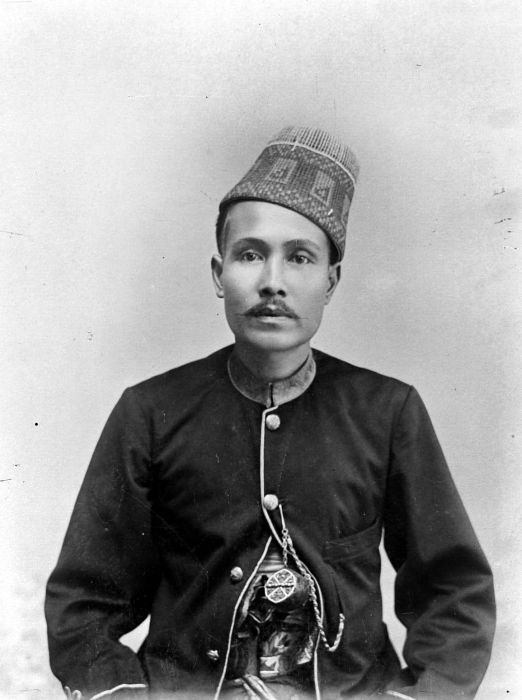
Мухаммад III Дауд Шах — последний султан Аче (1874—1903)

- 1528—1537 Саллах-ад-Дин (Салахуддин)
- 1537—1568 Аладдин I аль Кухар
- 1568—1575 Хуссейн Али I Райят Шах
- 1575 Муда
- 1575—1576 Шри Алам
- 1576—1577 Зайнал Абидин (Зайнал Абидин)
- 1577—1589 Аладдин II Мансур I Шах
- 1589—1596 Бийонг
- 1596—1604 Аладдин III Райат Шах Саид аль Мукаммил
- 1604—1607 Али II Райат Шах
- 1607—1636 Искандар Муда
- 1636—1641 Искандар Тани
- 1641—1675 Рату Сафитуддин Таджур Алам
- 1675—1678 Рату Накьятуддин Нарул Алам
- 1678—1688 Рату Закьятуддин Инаят Шах
- 1688—1699 Зайнатуддин (Рату Камалат Шах Зинатуддин)
- 1699—1702 Бадрул Алам Шариф Хасим Ямалоуддин
- 1702—1703 Перказа Алам Шариф Ламтуи Шах Джонан Бердаулат
- 1703—1726 Джамаль уль Aлам Бадрул Минир
- 1726 Джахар уль Алам Aминуддин
- 1726—1727 Симсул Алам
- 1727—1735 Аладдин IV Ахмад Шах
- 1735—1760 Аладдин V Джохан Шах
- 1760—1781 Махмуд I Шах
- 1764—1785 Бадруддин Шах
- 1775—1781 Уламат I Шах
- 1781—1795 Аладдин VI Mуххамад I Дауд Шах
- 1795—1815 Аладдин VII Джахар уль Алам
- 1815—1818 Шариф Сайф уль Aлам
- 1818—1824 Аладдин VII Джахар уль Алам (повторно)
- 1824—1838 Мухаммад II Шах
- 1838—1857 Сулейман II Шах
- 1857—1870 Мансур II Шах
- 1870—1874 Maхмуд II Шах
- 1874—1903 Мухаммад III Дауд Шах